# Gran Premi de l'UCI
El Gran Premi de l'UCI era una cursa ciclista de la modalitat de velocitat que es disputava anualment a França. Era organitzada per la Unió Ciclista Internacional. Es va disputar anualment de 1926 a 1934. Ja el 1907 s'havia disputat una cursa amb el mateix nom, i posteriorment, el 1958 es va voler recuperar però sense continuïtat.

## Palmarès
| Any  | Vencedor          | Segon           | Tercer             |
| 1907 | Walter Rütt       | —               | —                  |
| 1926 | Lucien Faucheux   | Lucien Michard  | Jean Cugnot        |
| 1927 | Peter Moeskops    | Lucien Faucheux | Lucien Michard     |
| 1928 | Avanti Martinetti | Lucien Michard  | Orlando Piani      |
| 1929 | Lucien Michard    | Lucien Faucheux | Marcel Jean        |
| 1930 | Lucien Michard    | Lucien Faucheux | Jacques Arlet      |
| 1931 | Lucien Faucheux   | Lucien Michard  | Jacques Arlet      |
| 1932 | Jef Scherens      | Louis Gérardin  | Lucien Faucheux    |
| 1933 | Lucien Michard    | Jef Scherens    | Willy Falck Hansen |
| 1934 | Albert Richter    | Jef Scherens    | Lucien Michard     |
| 1958 | Roger Gaignard    | Jan Derksen     | Celestino Oriani   |